# Station Bratislava-Nové Mesto
Station Bratislava-Nové Mesto (Slowaaks: Železničná stanica Bratislava-Nové Mesto) is een modern reizigersstation, sinds 1962 in gebruik in de Slowaakse hoofdstad Bratislava.

## Ligging
Het gebouw is gelegen in het stadsdeel Nové Mesto, aan de Tomášikova. Laatstgenoemde wijk valt op door haar dominante hoge torens.
Het station ligt op ongeveer 4,5 kilometer afstand van het oude stadscentrum Staré Mesto, en is gesitueerd langs spoorlijn 132 (Hegyeshalom-Bratislava).

## Uitrusting
De hal van het station heeft een vlinderdak. Een eigen parkeerplaats, een loket met personeel, elektronische informatietechnieken en een geldautomaat maken deel uit van de uitrusting van deze treinhalte.

## Verkeer
De volgende lokale treinen (OS) hebben hier een stilstand:
- S55,
- S65,
- S70.

Benevens het verkeer van reizigerstreinen, passeren hier regelmatig goederentreinen van de verbinding Bratislava-Východ ↔ Oostenrijk.

## Openbaar vervoer
Voor het station liggen een tram- en bushalte:
- tram 4
- stedelijke autobussen.

## Illustraties

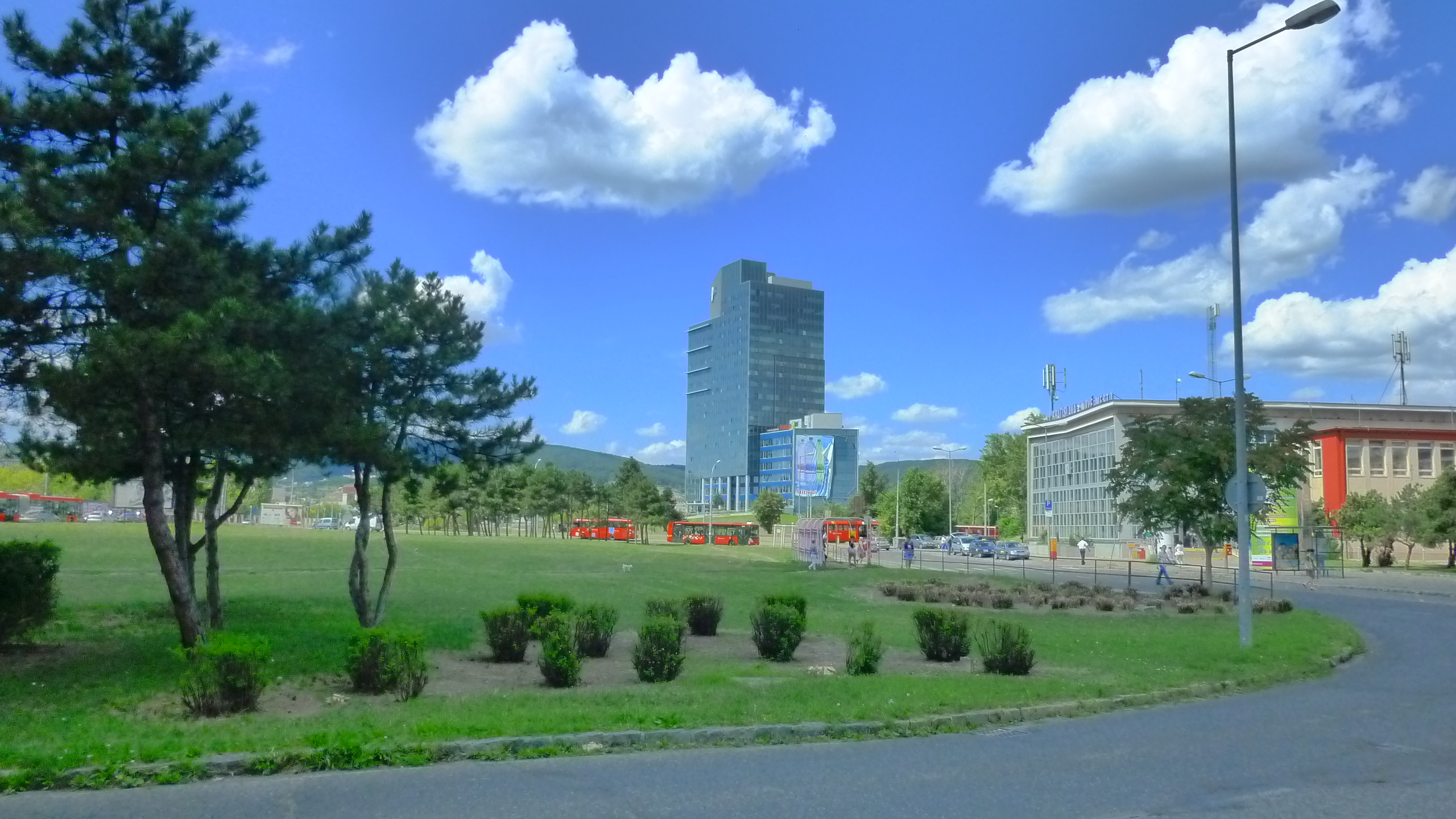
Het station (rechts) is omringd door hoge torens.
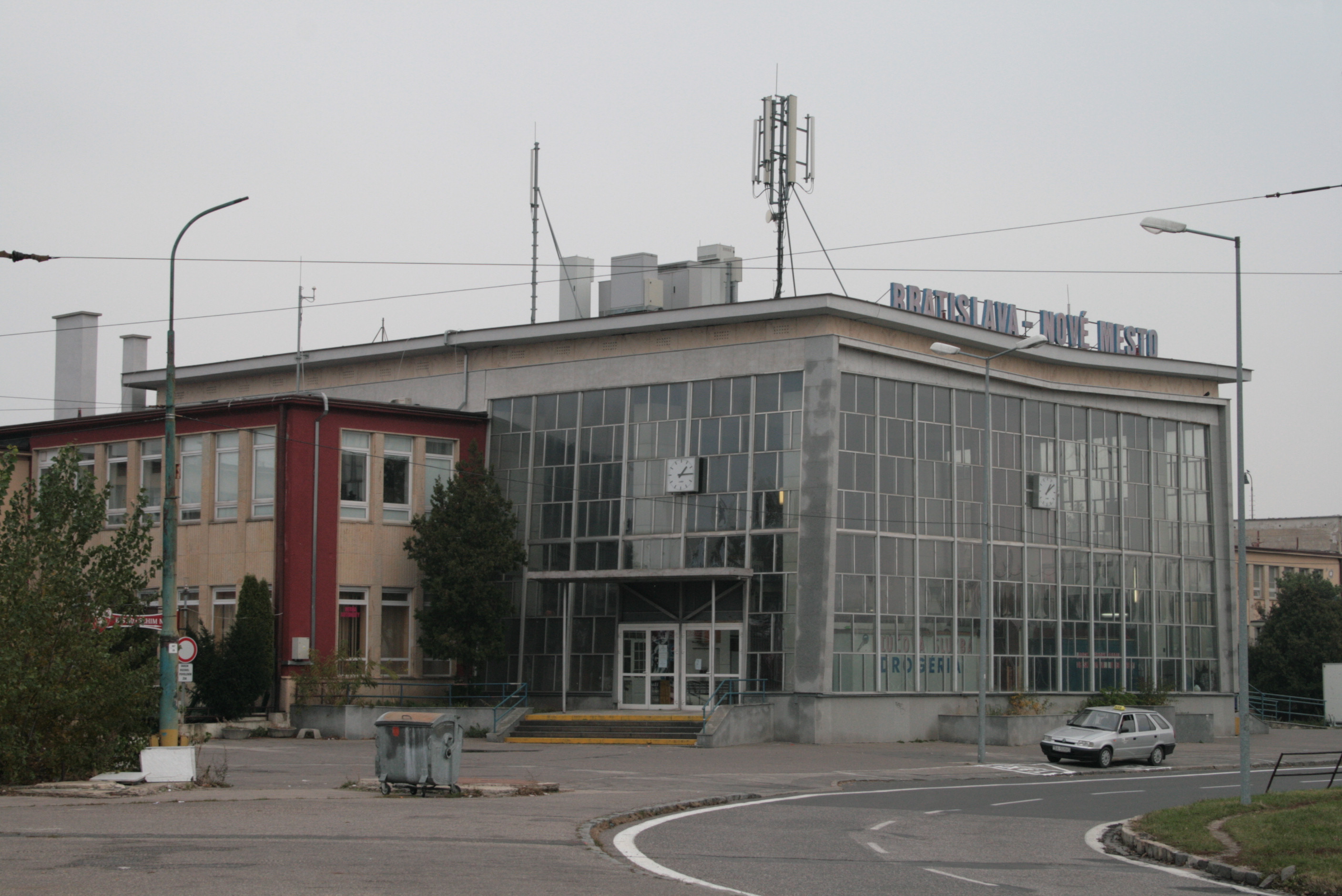
Het station. Zijaanzicht.
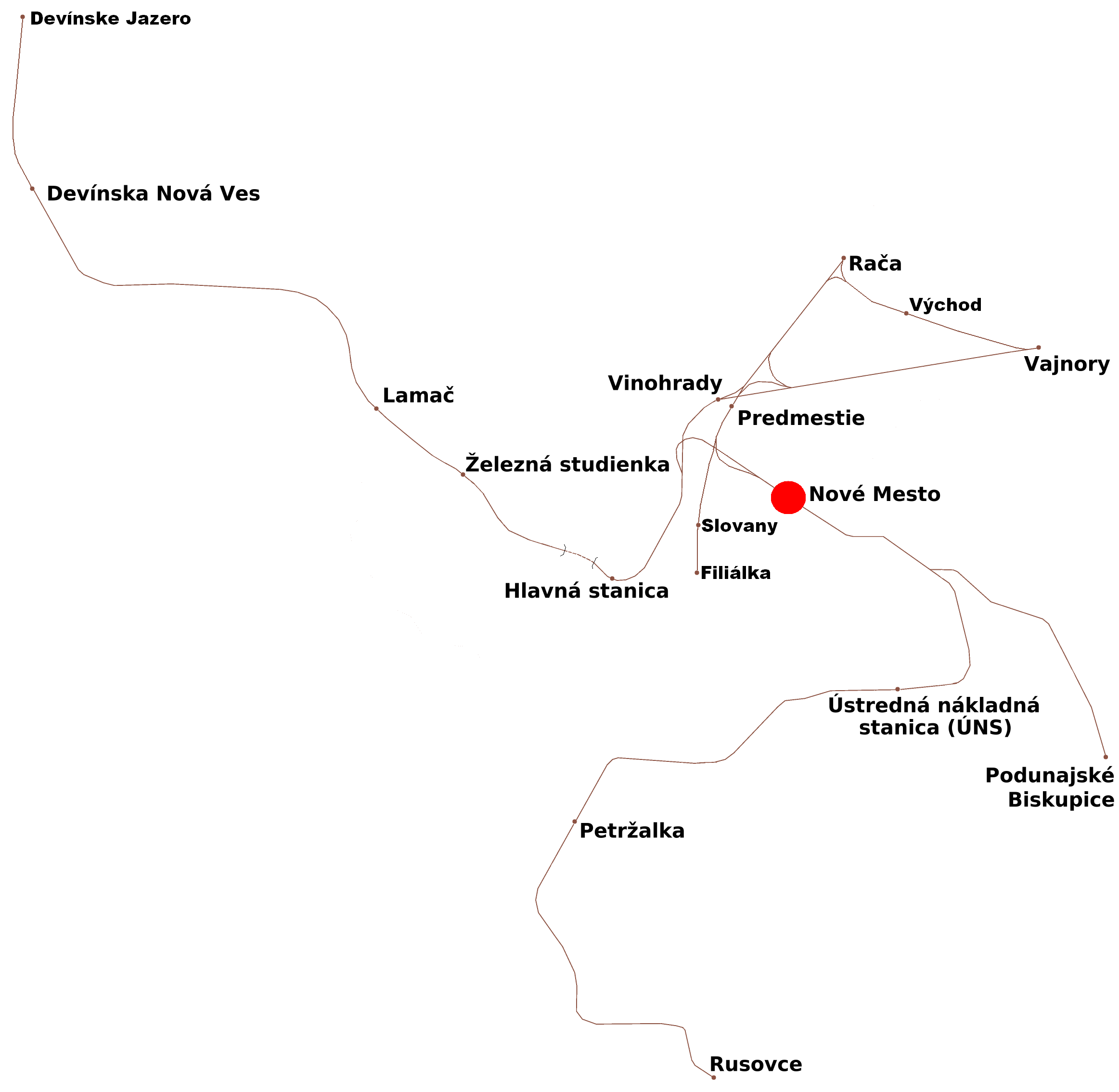
Situering ten overstaan van de andere stations in Bratislava.